# Заклинанието 2
„Заклинанието 2“ (на английски: The Conjuring 2) е американски свръхестествен филм на ужасите от 2016 г. на режисьора Джеймс Уан. Снимките започват на 21 септември 2015 г. в Лос Анджелис и приключват на 1 декември 2015 г. Филмът излиза по кината в САЩ и България съответно на 10 и 17 юни 2016 г.

## Актьорски състав
| Актьор          | Роля           |
| --------------- | -------------- |
| Вера Фармига    | Лорейн Уорън   |
| Патрик Уилсън   | Ед Уорън       |
| Франсис О'Конър | Пеги Ходжсън   |
| Мадисън Улф     | Джанет Ходжсън |
| Саймън Макбърни | Морис Грос     |
| Франка Потенте  | Анита Грегъри  |